# Karmeliterkirche (Koblenz)

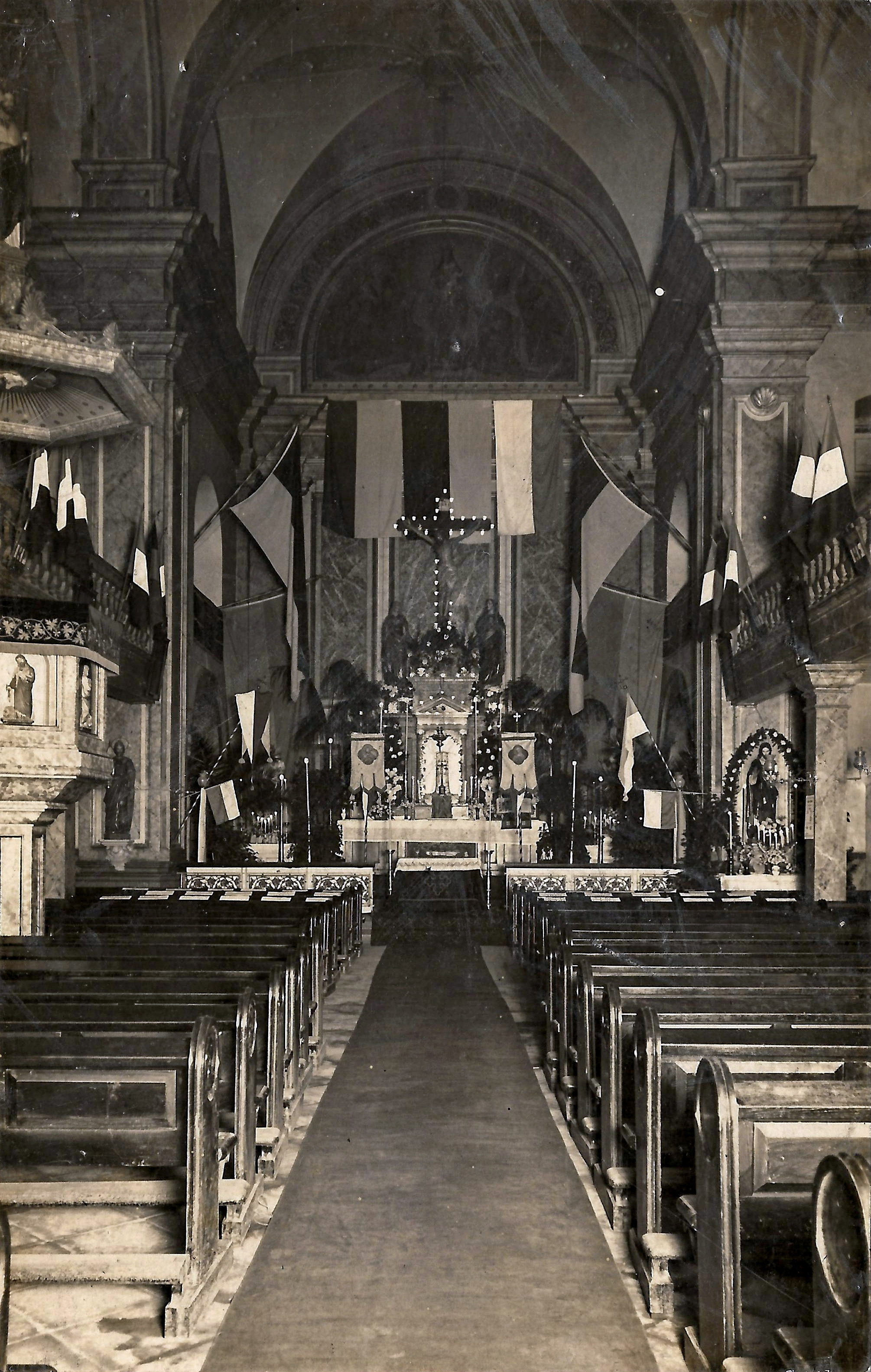
Innenraum der Karmeliterkirche in Koblenz, um 1924

Die Karmeliterkirche war eine katholische Kirche in der Altstadt von Koblenz und zugleich die einzige Barockkirche der Stadt. Sie wurde im 17. Jahrhundert als Kirche des angeschlossenen Klosters der Karmeliter erbaut. Nach Auflösung des Klosters wurde die Kirche zur Garnisonkirche und die Klostergebäude zu einem Gefängnis umfunktioniert. Der gesamte Gebäudekomplex wurde Ende 1944 zerstört und 1954 beseitigt.

## Geschichte

### Karmeliterkloster
Nach dem Dreißigjährigen Krieg rief der Trierer Kurfürst Karl Kaspar von der Leyen die Karmeliter nach Koblenz. Das Kloster Neuburg an der Donau entsandte dazu 1654 Brüder aus dem Orden der unbeschuhten Karmeliten in die Stadt. Diese erbauten am Rheinufer ein Kloster, die Grundsteinlegung war am 31. Oktober 1658. Das Kloster wurde 1673 fertiggestellt, die dazugehörende Kirche 1687. Der Kirchturm konnte sogar erst 1698 vollendet werden.
Mit der Säkularisation in französischer Zeit mussten die Karmeliter das Kloster am 27. August 1802 verlassen. Der letzte Prior der Karmeliter war Johann Hubertus Kewerig (Keverich, 1734–1807), ein Onkel des Komponisten Ludwig van Beethoven.

### Karmelitergefängnis
Schon nach der Auflösung des Karmeliterklosters dienten die Gebäude in der Folgezeit als Gefängnis. Mit dem Ende der französischen Herrschaft 1814 ging die Verwaltung in preußische Hände über, die den Standort als Königliches Gefängnis weiter betrieben. Im Zuge der nationalsozialistischen Machtergreifung 1933 wurde das Gefängnis u. a. Sammelstelle für die von der Geheimen Staatspolizei festgenommenen oder verhafteten Koblenzer, die hier in Schutzhaft genommen wurden.

### Von der Kloster- zur Garnisonkirche
Nach der Säkularisation diente die Klosterkirche zunächst als Proviantmagazin, dann als Schrotgießerei. Die Ausstattung der Kirche (Altäre und Kanzel) wurde an andere Kirchen abgegeben. Ende August 1849 vernichtete ein Brand den Dachstuhl der Kirche sowie weitere Teile im Innern. In dieser Situation griff Friedrich Wilhelm IV. ein und bestimmte 1852 zunächst, dass das ehemalige Gotteshaus als Simultan-Garnisonkirche eingerichtet werden sollte. Am 22. Dezember 1853 übergab er die Kirche schließlich an die katholische Militärgemeinde. Die Kirche wurde wiederhergestellt und eine neue Ausstattung beschafft. Nach dem Abzug der deutschen Truppen Ende 1918 übernahmen die Alliierten das Gotteshaus als katholische Garnisonskirche, auf diese folgte später im Mai 1937 die Wehrmacht.

### Zerstörung im Zweiten Weltkrieg

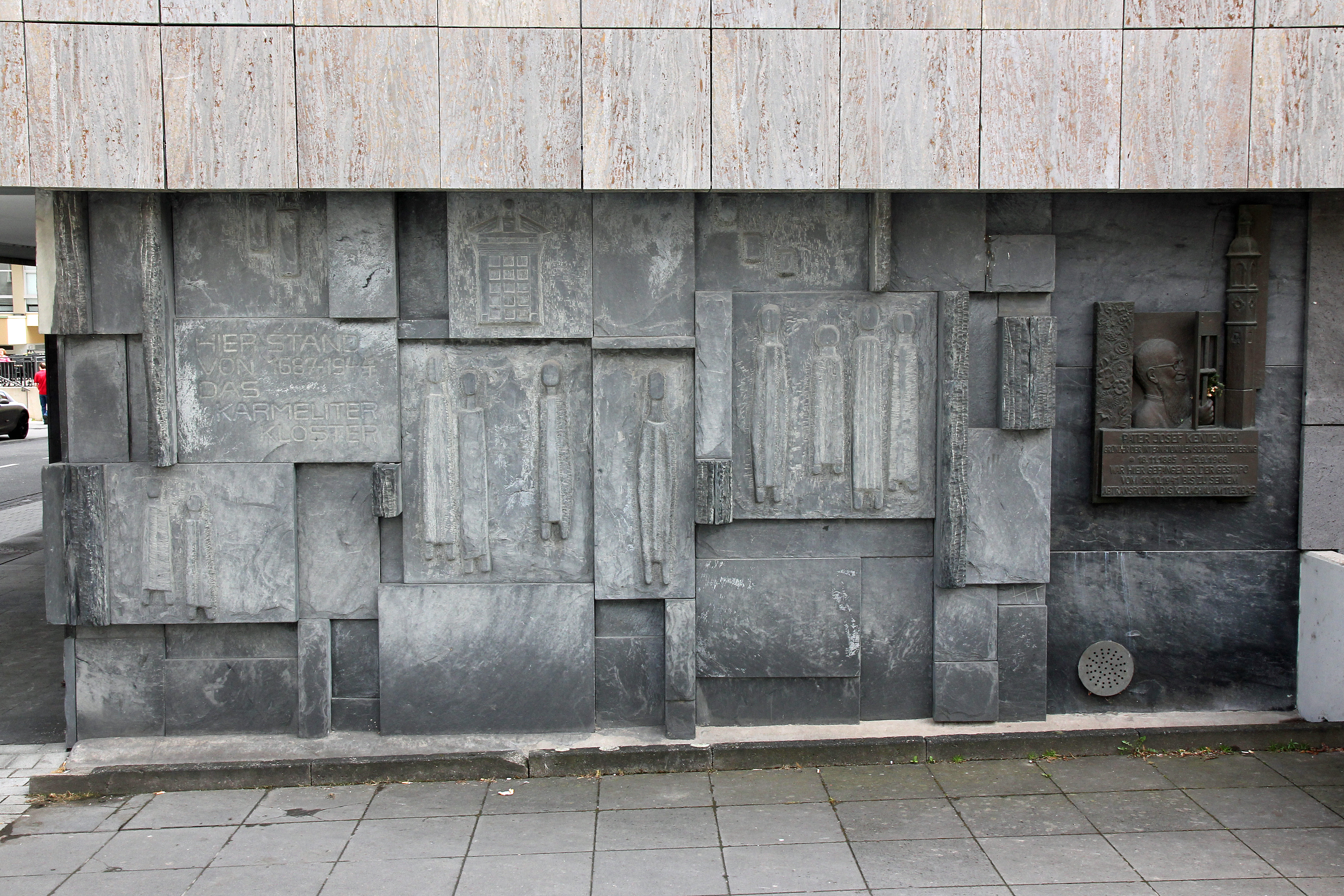
Relief in Erinnerung an die zerstörte Karmeliterkirche, rechts daneben die Gedenktafel für Josef Kentenich

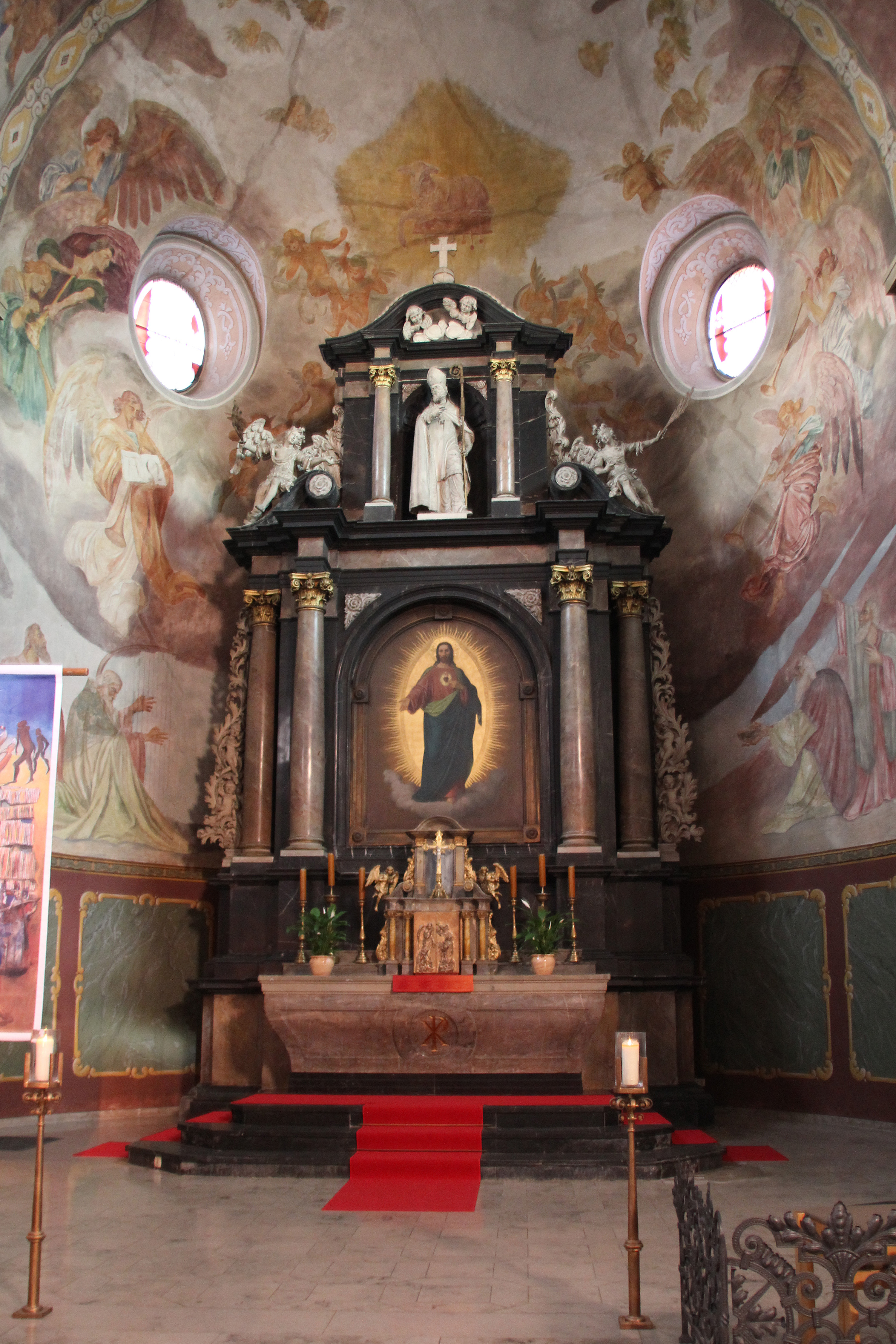
Der Hochaltar aus der Karmeliterkirche steht seit 1819 in der Pfarrkirche St. Maximin in Koblenz-Horchheim

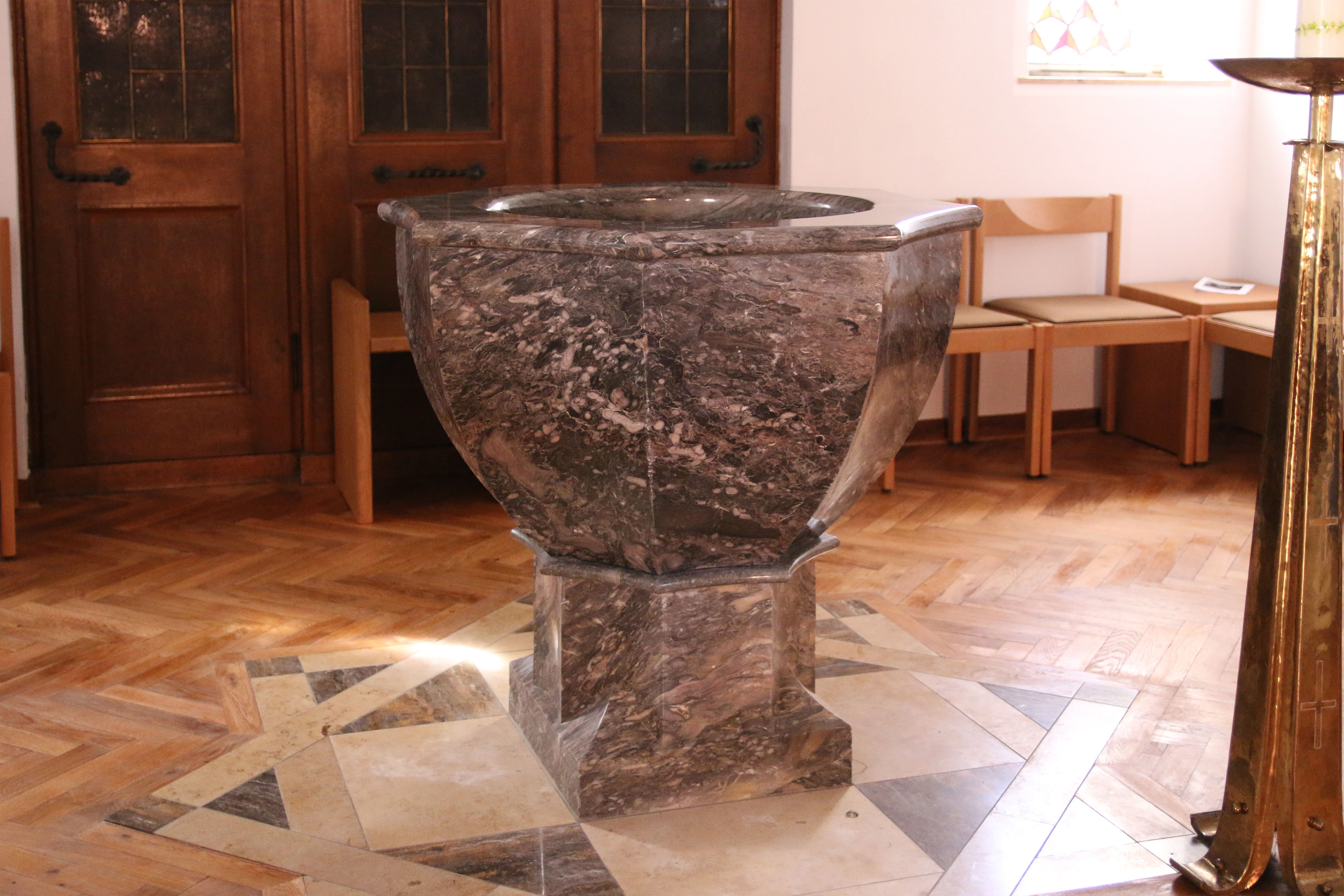
Der Taufstein aus der Karmeliterkirche steht heute in der Pfarrkirche St. Beatus in Koblenz-Karthause

Das Karmelitergefängnis wurde im Herbst 1944 zusammen mit der Kirche bei den Luftangriffen auf Koblenz zerstört. Gewölbe und Außenmauern der Kirche waren jedoch noch erhalten, so dass sie ohne größere Schwierigkeiten hätte wiederaufgebaut werden können. Da man jedoch keine Sicherungsmaßnahmen durchführte, verfiel die Ruine immer mehr. Trotz Widerstands der Bevölkerung und der Denkmalpflege wurde sie 1954 beseitigt. An Stelle von Gefängnis und Kirche wurden danach Gebäude für das heutige Bundesamt für Ausrüstung, Informationstechnik und Nutzung der Bundeswehr und das Landeshauptarchiv Koblenz errichtet.

### Gedenktafeln
An der Ecke Karmeliterstraße/Rheinstraße erinnert heute ein Relief aus Schiefer an das Koblenzer Karmeliterkloster. Das Denkmal mit dem Text Hier stand von 1687 bis 1944 das Karmeliter-Kloster ist ein Werk des Darmstädter Künstlers Hermann Tomada. Direkt daneben befindet sich seit 1985 eine Gedenktafel aus den Schönstatt-Werkstätten, die an die Internierung des Paters Josef Kentenich im Karmelitergefängnis erinnert.

## Bau und Ausstattung
Der Grundriss der Kirche entsprach dem damals üblichen Baustil der unbeschuhten Karmeliten, wie er z. B. auch bei der Würzburger Karmeliterkirche, vermutlich ein Werk des Baumeisters Antonio Petrini, oder auch der Regensburger Karmelitenkirche zu finden ist. Das Äußere der Koblenzer Karmeliterkirche hatte die Form einer Basilika. Sie war ein einschiffiger Gewölbebau mit Seitenkapellen, Querschiff, viereckigem Chor mit Nebenräumen und daran angebautem Querbau. Die hölzernen Emporen in den Seitenschiffen wurden vermutlich während der Nutzung als Garnisonkirche eingebaut. Der südlich angebaute Turm besaß eine geschweifte Haube mit Laterne. An der im Gegensatz zur schmucklosen Nordfassade (heute Rheinstraße) reich verzierten Westfassade (heute Karmeliterstraße) befand sich u. a. der Haupteingang sowie drei Figuren des Hl. Joseph sowie der Ordensgründer Heiligen Teresa von Avila und Johannes vom Kreuz. Über der Vierung erhob sich eine achtteilige Kuppel mit acht Rundbogenfenstern mit reicher Barockumrahmung, welche in die Dachkonstruktion integriert und somit von außen nicht sichtbar war. Fotos der zerstörten Kirche lassen eine Treppe vor dem Hochaltar erkennen, die vermutlich zu einer Krypta führte. In das Kloster gelangten die Ordensbrüder durch zwei Gewölbegänge an der südöstlichen Seite der Kirche.
Mit der Säkularisation der Kirche wurden die meisten Einrichtungsgegenstände verschenkt oder öffentlich zur Versteigerung gebracht. So steht der marmorne Hauptaltar (mit einem neueren Gemälde) heute in der Horchheimer Pfarrkirche, die Kanzel gelangte nach Kesselheim. Die Renovierung der Kirche nach 1852, bei der auch der Turm nach altem Vorbild wieder hergestellt wurde, fand vermutlich durch Ferdinand Nebel statt. Die damals neu beschafften Ausstattungsstücke gingen fast alle bei der Kriegszerstörung (bzw. in der Zeit danach) zugrunde. Ein vielleicht von dem bedeutenden Architekten Johann Claudius von Lassaulx entworfenes Taufbecken aus Marmor gelangte jedoch an die nach dem Krieg neu gegründete Pfarrgemeinde St. Beatus auf der Koblenzer Karthause. Es wurde lange Zeit als Blumenkübel genutzt, Anfang 2015 jedoch restauriert und in der Pfarrkirche aufgestellt.